# Moho d'Oahu
Moho apicalis
Espèce
Statut de conservation UICN

 EX  : Éteint
Le Moho d'Oahu (Moho apicalis) est une espèce disparue d'oiseaux qui se trouvaient seulement sur l'île d'Oahu à Hawaï. Il est connu seulement par sept spécimens. Trois d'entre eux ont été récoltés lors du voyage de Ferdinand Deppe (1794-1861) à Honolulu en 1837. Son extinction est probablement due à la destruction de son habitat ainsi qu'à l'introduction de maladies transmises par des moustiques.